# Francisco Tario
 (février 2018).
Si vous disposez d'ouvrages ou d'articles de référence ou si vous connaissez des sites web de qualité traitant du thème abordé ici, merci de compléter l'article en donnant les références utiles à sa vérifiabilité et en les liant à la section « Notes et références ».
Francisco Tario, pseudonyme de Francisco Peláez, né le 2 décembre 1911 à Mexico et mort le 30 décembre 1977 à Madrid, est un écrivain mexicain.

## Biographie
Francisco Tario est considéré comme un auteur marginal car il n'a fait partie d'aucun courant littéraire et a été méconnu pendant longtemps. Il a surtout écrit des nouvelles et des contes, mais aussi des romans et quelques pièces de théâtre. Il a parfois été comparé à Juan Rulfo en raison de son univers très personnel. Ses thèmes de prédilection sont les limites sensorielles de l'homme pour percevoir la grandeur du monde qui l'entoure, mais sans perdre le sens de l'humour, l'apparition d'aspects insolites, extravagants ou grotesques qui l'éloigne du traditionalisme d'autres auteurs. C'est pourquoi il est considéré comme un des précurseurs de la littérature fantastique au Mexique dans les années 1950.
Dans la plupart des nouvelles de La noche, il donne la parole aux objets et aux animaux. Lorsque ce sont des humains qui parlent, ils sont au bord de la folie, ou ils sont déjà morts et parlent sous forme de fantômes qui ignorent leur condition, comme dans la nouvelle La noche de Margaret Rose.

## Œuvres
- 1943 : La noche, Antigua Librería Robredo.
- 1943 : Aquí Abajo, Antigua Librería Robredo.
- 1946 : La puerta en el muro, Costa Amic.
- 1946 : Equinoccio, Antigua Librería Robredo.
- 1950 : Yo de amores qué sabía, Los Presentes.
- 1951 : Breve diario de un amor perdido, Los Presentes.
- 1952 : Tapioca Inn: mansión para fantasmas, Fondo de Cultura Económica.
- 1958 : La noche del féretro y otros cuentos de la noche, Novaro.
- 1968 : Una violeta de más: cuentos fantásticos, Joaquín Mortiz.
- 1988 : El caballo asesinado y otras piezas teatrales, Dirección de Difusión Cultural, Departamento Editorial, UAM.
- 1993 : Jardín secreto, Joaquín Mortiz.
- 2004 : Cuentos completos I y II, Lectorum.
- 2011 : Aquí Abajo, Conaculta.
- 2011 : Dos guantes negros, Instituto Nacional de Bellas Artes.
- 2012 : La noche. Colección Ars brevis, Ediciones Atalanta.  (ISBN 9788493846626)